# .224 Valkyrie

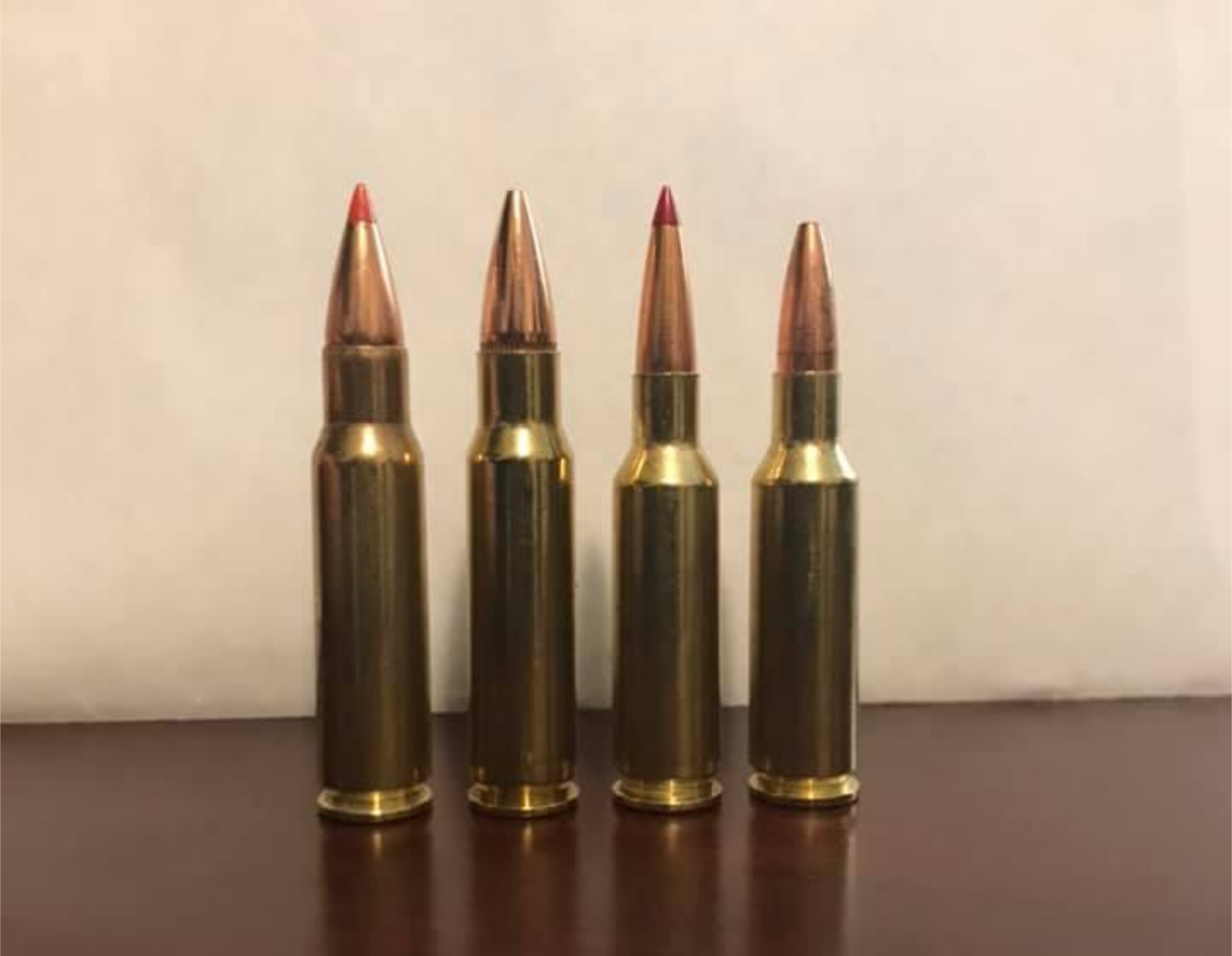
(De izquierda a derecha) 110 gr VMax 6.8 SPC, 90 gr JHP 6.8 SPC, 88 gr ELD .224 Valkyrie, 75 gr FMJ .224 Valkyrie.

El .224 Valkyrie (5.6×41 mm) el cartucho calibre .22 (5.6 mm) intermedio con forma de botella, desarrollado por Federal Premium Ammunition para rivalizar el rendimiento del .22 Nosler, siendo compatible con plataformas AR-15.